# Giro di Toscana
Giro di Toscana er et italiensk etapeløb i landevejscykling som arrangeres hvert år i september. Løbet er blevet arrangeret siden 1923. Løbet er af UCI klassificeret som 2.1 og er en del af UCI Europe Tour. 

## Vindere
| År                     | Vinder                   | Toer                     | Treer                    |
| ---------------------- | ------------------------ | ------------------------ | ------------------------ |
| 1923                   | Costante Girardengo      | Federico Gay             | Giovanni Brunero         |
| 1924                   | Costante Girardengo      | Pietro Linari            | Michele Gordini          |
| 1925                   | Nello Ciaccheri          | Marco Giuntelli          | Giovanni Del Taglio      |
| 1926                   | Alfredo Binda            | Costante Girardengo      | Domenico Piemontesi      |
| 1927                   | Alfredo Binda            | Domenico Piemontesi      | Giovanni Brunero         |
| 1928                   | Alessandro Catalani      | Colombo Neri             | Mario Pomposi            |
| 1929                   | Leonida Frascarelli      | Siro Magagnini           | Marco Giuntelli          |
| 1930                   | Pio Caimmi               | Alfredo Binda            | Luigi Marchisio          |
| 1931 ikke afholdt      |                          |                          |                          |
| 1932                   | Learco Guerra            | Luigi Giacobbe           | Alfredo Binda            |
| 1933 ikke afholdt      |                          |                          |                          |
| 1934                   | Mario Cipriani           | Giuseppe Martano         | Adriano Vignoli          |
| 1935                   | Mario Cipriani           | Giuseppe Martano         | Giuseppe Olmo            |
| 1936                   | Giovanni Cazzulani       | Mario Cipriani           | Giovanni Gotti           |
| 1937                   | Olimpio Bizzi            | Glauco Servadei          | Giovanni Valetti         |
| 1938                   | Mario Vicini             | Learco Guerra            | Ruggero Balli            |
| 1939                   | Gino Bartali             | Mario Vicini             | Olimpio Bizzi            |
| 1940                   | Gino Bartali             | Mario Vicini             | Sebastiano Torchio       |
| 1941                   | Fausto Coppi             | Gino Bartali             | Gino Fondi               |
| 1942                   | Vito Ortelli             | Gino Bartali             | Glauco Servadei          |
| 1943                   | Olimpio Bizzi            | Glauco Servadei          | Gino Bartali             |
| 1944-1945 ikke afholdt |                          |                          |                          |
| 1946                   | Aldo Ronconi             | Gino Bartali             | Vito Ortelli             |
| 1947                   | Bruno Pasquini           | Nedo Logli               | Alfredo Martini          |
| 1948                   | Gino Bartali             | Luciano Maggini          | Sergio Maggini           |
| 1949                   | Fiorenzo Magni           | Danilo Barozzi           | Leo Castellucci          |
| 1950                   | Gino Bartali             | Primo Volpi              | Giulio Bresci            |
| 1951                   | Loretto Petrucci         | Giuseppe Minardi         | Franco Giacchero         |
| 1952                   | Rinaldo Moresco          | Franco Giacchero         | Angelo Conterno          |
| 1953                   | Gino Bartali             | Elio Brasola             | Giovanni Pettinati       |
| 1954                   | Fiorenzo Magni           | Armando Barducci         | Pasquale Fornara         |
| 1955                   | Arrigo Padovan           | Franco Aureggi           | Tranquillo Scudellaro    |
| 1956                   | Nello Fabbri             | Cleto Maule              | Guido De Santi           |
| 1957                   | Alfredo Sabbadin         | Emilio Bottecchia        | Giorgio Albani           |
| 1958                   | Willy Vannitsen          | Guido Carlesi            | Giorgio Albani           |
| 1959                   | Adriano Zamboni          | Angelo Conterno          | Guido Boni               |
| 1960                   | Nino Defilippis          | Adriano Zamboni          | Guido Carlesi            |
| 1961                   | Marino Fontana           | Adriano Zamboni          | Rino Benedetti           |
| 1962                   | Guido Carlesi            | Diego Ronchini           | Dino Liviero             |
| 1963                   | Vito Taccone             | Vittorio Adorni          | Imerio Massignan         |
| 1964                   | Giorgio Zancanaro        | Roberto Poggiali         | Aldo Moser               |
| 1965                   | Luciano Sambi            | Imerio Massignan         | Renzo Baldan             |
| 1966                   | Rudi Altig               | Dino Zandegù             | Felice Gimondi           |
| 1967                   | Franco Balmamion         | Michele Dancelli         | Vittorio Adorni          |
| 1968                   | Franco Bitossi           | Adriano Durante          | Marino Basso             |
| 1969                   | Giorgio Favaro           | Ernesto Jotti            | Attilio Rota             |
| 1970                   | Gianfranco Bianchin      | Ernesto Jotti            | Romano Tumellero         |
| 1971                   | Giancarlo Polidori       | Antoine Houbrechts       | Arturo Pecchielan        |
| 1972                   | Josef Fuchs              | Georges Pintens          | Giuseppe Perletto        |
| 1973                   | Roger De Vlaeminck       | Roberto Poggiali         | Fabrizio Fabbri          |
| 1974                   | Francesco Moser          | Franco Bitossi           | Sigfrido Fontanelli      |
| 1975                   | Costantino Conti         | Franco Bitossi           | Roger De Vlaeminck       |
| 1976                   | Francesco Moser          | Walter Riccomi           | Pierino Gavazzi          |
| 1977                   | Francesco Moser          | Roger De Vlaeminck       | Alfio Vandi              |
| 1978                   | Giuseppe Perletto        | Pierino Gavazzi          | Giuseppe Martinelli      |
| 1979                   | Mario Noris              | Giuseppe Fatato          | Renato Laghi             |
| 1980                   | Nazzareno Berto          | Giuseppe Saronni         | Pierino Gavazzi          |
| 1981                   | Gianbattista Baronchelli | Pierino Gavazzi          | Francesco Moser          |
| 1982                   | Francesco Moser          | Gianbattista Baronchelli | Alfio Vandi              |
| 1983                   | Alfons De Wolf           | Massimo Ghirotto         | Riccardo Magrini         |
| 1984                   | Gianbattista Baronchelli | Bruno Leali              | Giuliano Pavanello       |
| 1985                   | Ezio Moroni              | Giovanni Mantovani       | Jens Veggerby            |
| 1986                   | Claudio Corti            | Roberto Visentini        | Massimo Ghirotto         |
| 1987                   | Renato Piccolo           | Claudio Chiappucci       | Roberto Pagnin           |
| 1988                   | Ron Kiefel               | Silvano Contini          | Daniele Pizzol           |
| 1989                   | Maurizio Fondriest       | Dmitri Konyschew         | Gianbattista Baronchelli |
| 1990                   | Marco Saligari           | Marco Lietti             | Roberto Pagnin           |
| 1991                   | Massimiliano Lelli       | Leonardo Sierra          | Giorgio Furlan           |
| 1992                   | Giorgio Furlan           | Leonardo Sierra          | Gianni Faresin           |
| 1993                   | Massimiliano Lelli       | Leonardo Sierra          | Stefano Della Santa      |
| 1994                   | Francesco Casagrande     | Pascal Richard           | Massimo Ghirotto         |
| 1995                   | Massimo Podenzana        | Denis Zanette            | Alberto Elli             |
| 1996 ikke afholdt      |                          |                          |                          |
| 1997                   | Sergio Barbero           | Michele Bartoli          | Vladimir Poulnikov       |
| 1998                   | Francesco Secchiari      | Stefano Faustini         | Massimo Donati           |
| 1999                   | Luca Scinto              | Nicola Miceli            | Alessandro Spezialetti   |
| 2000                   | Ruslan Ivanov            | Sergio Barbero           | Gianluca Bortolami       |
| 2001                   | Gorazd Štangelj          | Pascal Hervé             | Pablo Lastras            |
| 2002                   | Aleksandr Sjefer         | Paolo Bettini            | Giuseppe Palumbo         |
| 2003                   | Rinaldo Nocentini        | Massimo Giunti           | Tadej Valjavec           |
| 2004                   | Matteo Tosatto           | Alberto Ongarato         | Dmitri Konyschew         |
| 2005                   | Daniele Bennati          | Mykhajlo Khalilov        | Marco Velo               |
| 2006                   | Przemysław Niemiec       | Giuliano Figueras        | Volodymyr Duma           |
| 2007                   | Vincenzo Nibali          | Matteo Priamo            | Boris Sjpilevskij        |
| 2008                   | Mattia Gavazzi           | Francesco Chicchi        | Gabriele Balducci        |
| 2009                   | Alessandro Petacchi      | Manuel Belletti          | Ruggero Marzoli          |
| 2010                   | Daniele Bennati          | Marco Marcato            | Caleb Fairly             |
| 2011                   | Daniel Martin            | Mauro Santambrogio       | Miguel Ángel Rubiano     |
| 2012                   | Alessandro Ballan        | Carlos Betancur          | Valerio Agnoli           |
| 2013                   | Mattia Gavazzi           | Ivan Rovnyj              | Taylor Phinney           |
| 2014                   | Pieter Weening           | Jérôme Baugnies          | Roman Majkin             |
| 2015 ikke afholdt      |                          |                          |                          |
| 2016                   | Daniele Bennati          | Sonny Colbrelli          | Giovanni Visconti        |
| 2017                   | Guillaume Martin         | Giovanni Visconti        | Mattia Cattaneo          |
| 2018                   | Gianni Moscon            | Romain Bardet            | Domenico Pozzovivo       |
| 2019                   | Giovanni Visconti        | Egan Bernal              | Nikolaj Tjerkasov        |
| 2020                   | Fernando Gaviria         | Robert Stannard          | Ethan Hayter             |
| 2021                   | Michael Valgren          | Alessandro De Marchi     | Diego Ulissi             |
| 2022                   | Marc Hirschi             | Lorenzo Rota             | Daniel Martínez          |
| 2023                   | Pavel Sivakov            | Richard Carapaz          | Felix Großschartner      |
| 2024                   | Clément Champoussin      | Michael Storer           | Jordan Jegat             |
| 2025                   |                          |                          |                          |